# مارسل یانکو
مارسل یانکو (انگلیسی: Marcel Janco؛ ۲۴ مه ۱۸۹۵ – ۲۱ آوریل ۱۹۸۴) معمار، نقاش، شاعر، موسیقی‌دان، مجسمه‌ساز، تصویرگر و نویسنده اهل رومانی بود.
وی همچنین برندهٔ جوایزی همچون جایزه اسرائیل شده‌است.